# Überfallhase

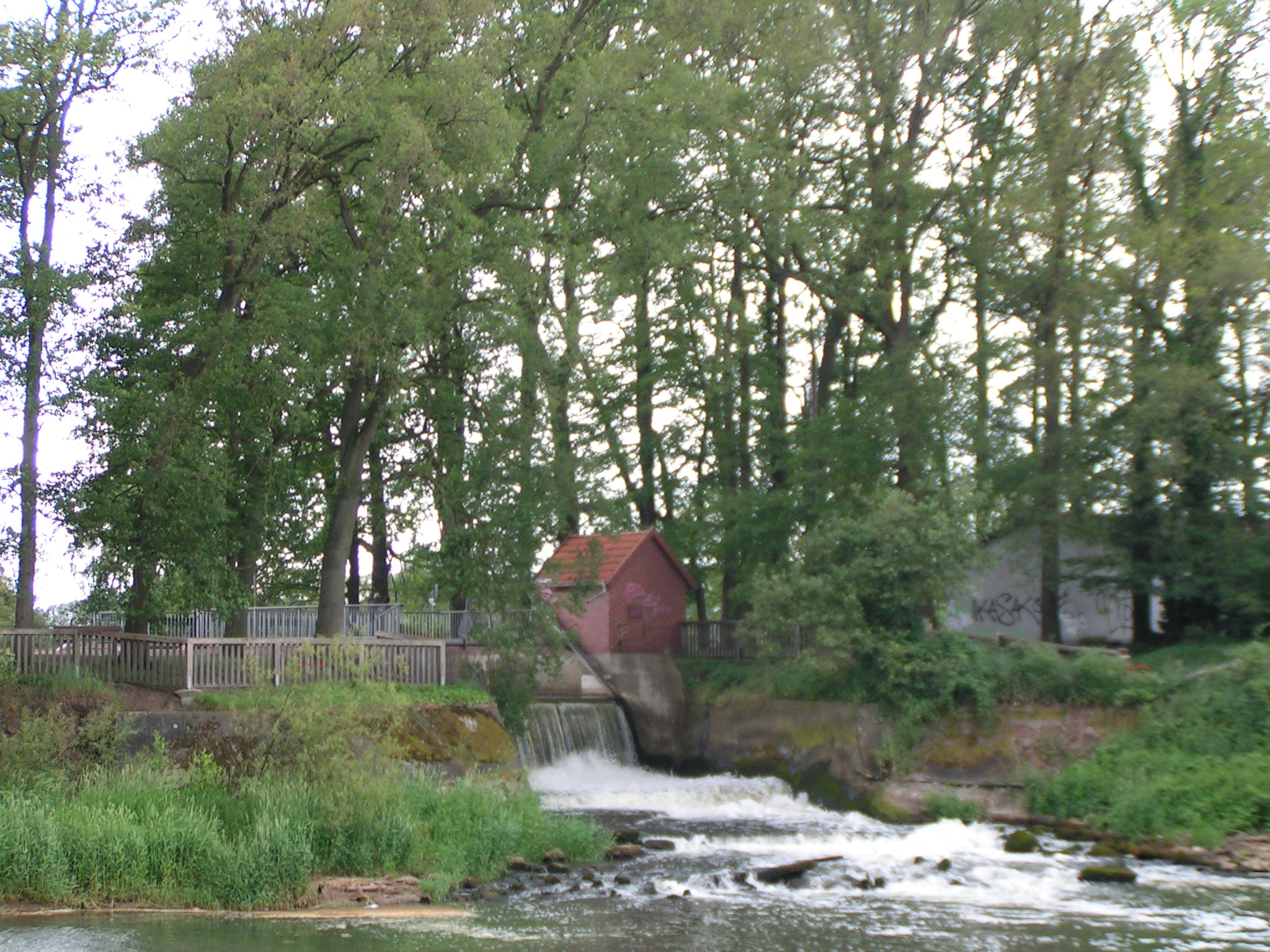
2010: Haseüberfall (Schützenhofwehr) vor dem Umbau der Überfallhase

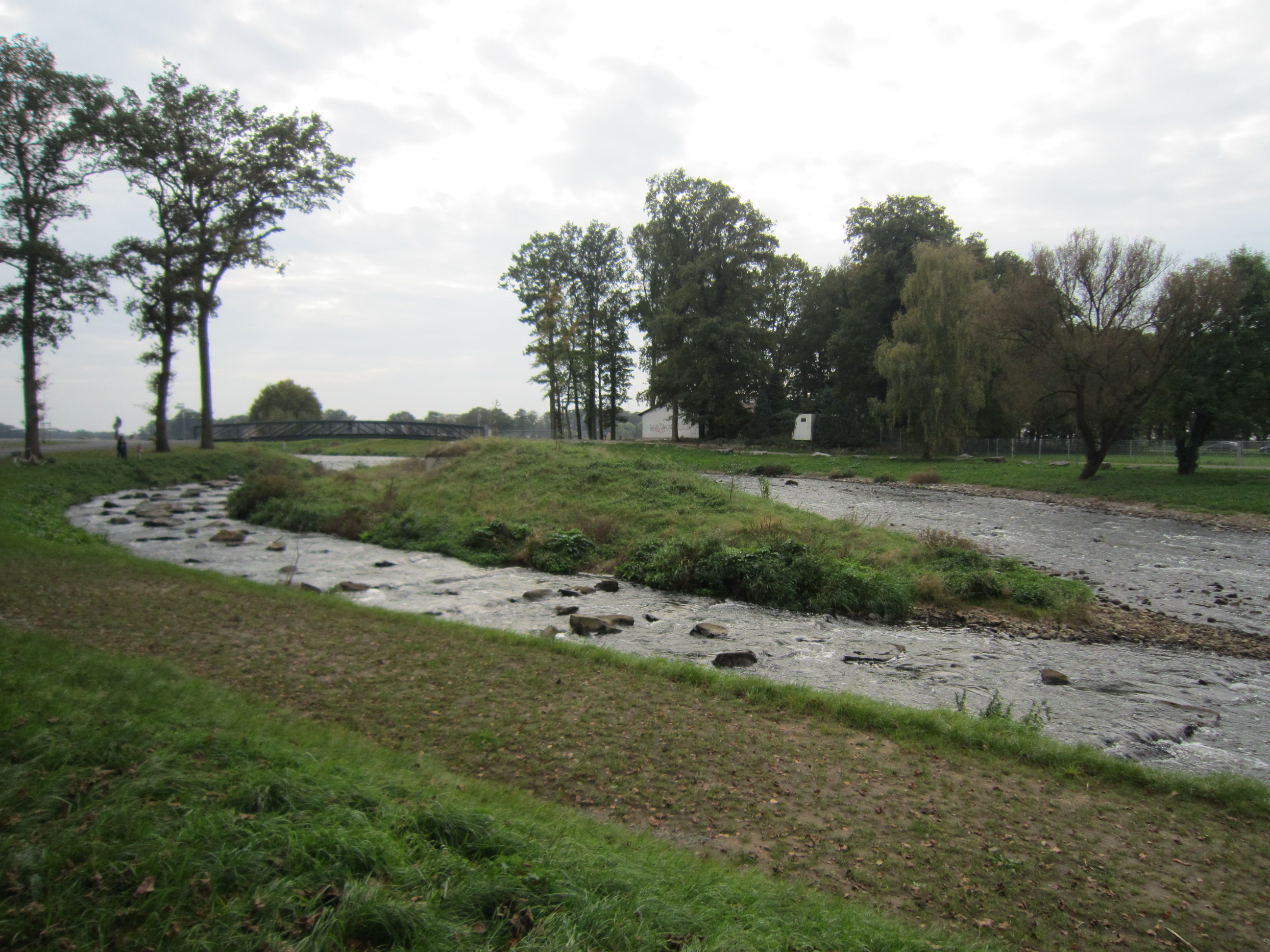
2014: Sohlgleite nach dem Umbau der Überfallhase

Die Überfallhase ist ein nahe dem ehemaligen Haseüberfall (Schützenhofwehr) beginnender und beim Zufluss des Bünne-Wehdeler Grenzkanals endender Abschnitt der Hase bei Quakenbrück im niedersächsischen Landkreis Osnabrück. Sie ist ein Gewässer im Binnendelta der Hase und bildet einen Teil des Gewässersystems der Großen Hase, die Quakenbrück im Osten und Norden umfließt.

## Name und Geschichte
Der Name Überfallhase stammt aus der Zeit, als sich noch an der Abzweigung des Hasearms ein Wehr befand, das Haseüberfall genannt wurde. An dieser Stelle stürzte die Hase einen kleinen Wasserfall hinab. Der Wasserfall wurde 2013 durch die Sohlgleite ersetzt, um Fischen und anderen Wasserorganismen den Aufstieg in die zuvor durch das Wehr aufgestaute und nach wie vor oberhalb der jetzigen Sohlgleite (auf demselben Level) angehobene Hase zu ermöglichen.

## Verlauf
Die Überfallhase zweigt (⊙) nahe dem Quakenbrücker Schützenhof wenige Meter südlich des ehemaligen Haseüberfalls (⊙) von der hier aufgestauten Hase in Richtung Norden ab, von wo aus ihr Wasser mit anfangs starkem Gefälle über eine 200 m lange und 30 m breite Sohlgleite fließt. Nach etwa 1,7 km Fließstrecke mündet (⊙) die parallel zu ihr fließende Wrau in die Überfallhase. Sie endet beim Zufluss des Bünne-Wehdeler Grenzkanals (⊙). Flussabwärts dieser Stelle wird das Gewässer Essener Kanal genannt.

## Zweck
Der Hauptzweck der künstlichen Ableitung des Wassers in die Überfallhase besteht, wie bei vergleichbaren Wasserbauprojekten seit dem 18. Jahrhundert, darin, die Stadt Quakenbrück durch eine Umleitung von Teilen der Hase vor Hochwasser zu schützen. Der Schutz landwirtschaftlicher Flächen vor Überflutung stand bei der Anlage dieses Hasearms nicht im Vordergrund, da die Landwirtschaft im Artland ihren Wohlstand früher vor allem den regelmäßigen Überschwemmungen der Nutzflächen verdankte.